# Città di Chelmsford
Chelmsford (pronuncia [ˈtʃɛlmsfəd]) è una città dell'Essex, Inghilterra, Regno Unito.
Il distretto fu creato con il Local Government Act 1972, il 1º aprile 1974 dalla fusione del borgo di Chelmsford con parte del distretto rurale di Chelmsford. La Regina Elisabetta l’ha fatto diventare città nel 2012 per i suoi 50 anni di regno.

## Parrocchie civili
Le parrocchie che non coprono l'area del capoluogo sono:
- Boreham
- Broomfield
- Chignall
- Danbury
- East Hanningfield
- Galleywood
- Good Easter
- Great and Little Leighs
- Great Baddow
- Great Waltham
- Highwood
- Little Baddow
- Little Waltham
- Margaretting
- Mashbury
- Pleshey
- Rettendon
- Roxwell
- Runwell
- Sandon
- South Hanningfield
- South Woodham Ferrers
- Springfield
- Stock
- West Hanningfield
- Woodham Ferrers and Bicknacre
- Writtle